# Igrzyska Azji Południowej
Igrzyska Azji Południowej (ang. South Asian Games, SAF Games, SAG, SA games) – multidyscyplinarne zawody sportowe, rozgrywane między krajami Azji południowej, których pierwsza edycja została przeprowadzona w 1984 roku w Katmandu. Odbywają się one nieregularnie, w interwale dwu-sześcioletnim.
W zawodach startują reprezentacje ośmiu państw. Są to: Afganistan, Bangladesz, Bhutan, Indie, Malediwy, Nepal, Pakistan, Sri Lanka, których narodowe komitety olimpijskie skupione są w South Asian Sports Council .

## Edycje

### Igrzyska letnie
Edycje igrzysk Azji Południowej od 1984 roku.
| Edycja | Rok  | Gospodarz           | Data                       |
| ------ | ---- | ------------------- | -------------------------- |
| I      | 1984 | Katmandu            | 17–23 września             |
| II     | 1985 | Dhaka               | 20–26 grudnia              |
| III    | 1987 | Kolkata             | 20–27 listopada            |
| IV     | 1989 | Islamabad           | 20–27 października         |
| V      | 1991 | Kolombo             | 22–31 grudnia              |
| VI     | 1993 | Dhaka               | 20–27 grudnia              |
| VII    | 1995 | Madras              | 18–27 grudnia              |
| VIII   | 1999 | Katmandu            | 25 września–4 października |
| IX     | 2004 | Islamabad           | 29 marca–7 kwietnia        |
| X      | 2006 | Kolombo             | 18–28 sierpnia             |
| XI     | 2010 | Dhaka               | 29 stycznia–9 lutego       |
| XII    | 2016 | Guwahati i Shillong | 5–6 lutego                 |
| XIII   | 2019 | Katmandu i Pokhara  | 1–10 grudnia               |
| XIV    | 2022 | Karaczi             |                            |

| Państwo    | Gospodarz | Lata             |
| ---------- | --------- | ---------------- |
| Bangladesz | 3         | 1985, 1993, 2010 |
| Indie      | 3         | 1987, 1995, 2016 |
| Nepal      | 3         | 1984, 1999, 2019 |
| Pakistan   | 2         | 1989, 2004       |
| Sri Lanka  | 2         | 1991, 2006       |

### Igrzyska plażowe
| Edycja | Rok  | Gospodarz  | Data              |
| ------ | ---- | ---------- | ----------------- |
| I      | 2011 | Hambantota | 8–11 października |

### Igrzyska zimowe
| Edycja | Rok  | Gospodarz       | Data           |
| ------ | ---- | --------------- | -------------- |
| I      | 2011 | Dehradun i Auli | 10–16 stycznia |

## Konkurencje
- Zapasy 1985  * Zapasy 1989 * Zapasy 1993 * Zapasy 1999 * Zapasy 2010 * Zapasy 2016 * Zapasy 2019

## Tabela medalowa
| LP | NKO        | Kraj | Złoto | Srebro | Brąz | Razem |
| 1  | Indie      | 11   | 900   | 542    | 286  | 1728  |
| 2  | Pakistan   | 11   | 311   | 375    | 336  | 1022  |
| 3  | Sri Lanka  | 11   | 185   | 288    | 455  | 928   |
| 4  | Nepal      | 11   | 76    | 99     | 238  | 413   |
| 5  | Bangladesz | 11   | 63    | 162    | 347  | 572   |
| 6  | Afganistan | 2    | 13    | 16     | 34   | 64    |
| 7  | Bhutan     | 11   | 2     | 15     | 38   | 55    |
| 8  | Malediwy   | 11   | 0     | 1      | 8    | 9     |